# Косынка

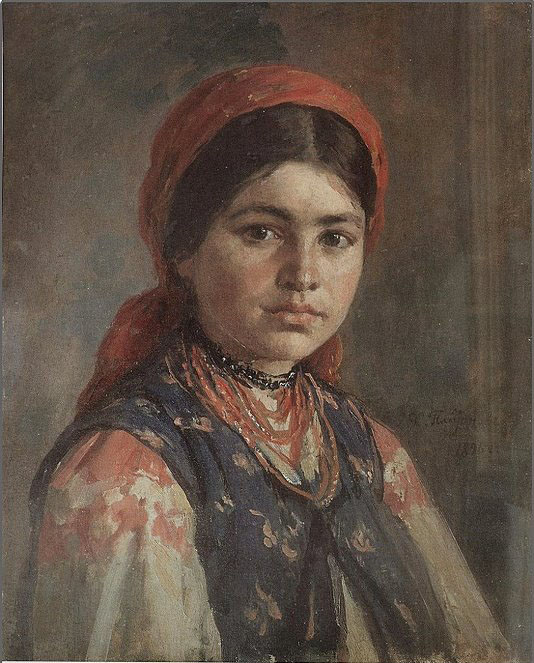
Х.Платонов, «Украинская девушка», 1896

Косы́нка (уменьш. от косыня, от рус. косой; устар. косыня, косырь, кось, косяк) — разновидность головного (или шейного) платка, представляющая собой отрез ткани в форме треугольника. Название происходит от «косой платок».
Косынка распространена практически по всему миру. Является национальным головным убором русских, украинцев, цыган и других народов. Часто являлась атрибутом замужней женщины.
В японском костюме невесты присутствует белая косынка на красной подкладке, которую повязывают поверх причёски.
Есть версия, что красная косынка, которую носили комсомолки в 1920—1930-е годы в знак солидарности с советской властью, стала прототипом пионерского галстука.
В наше время косынку используют как модный аксессуар и как часть форменной одежды (медицинский персонал, стюардессы, сотрудницы Сбербанка России).
Отличается от банданы материалом изготовления и способом повязывания.

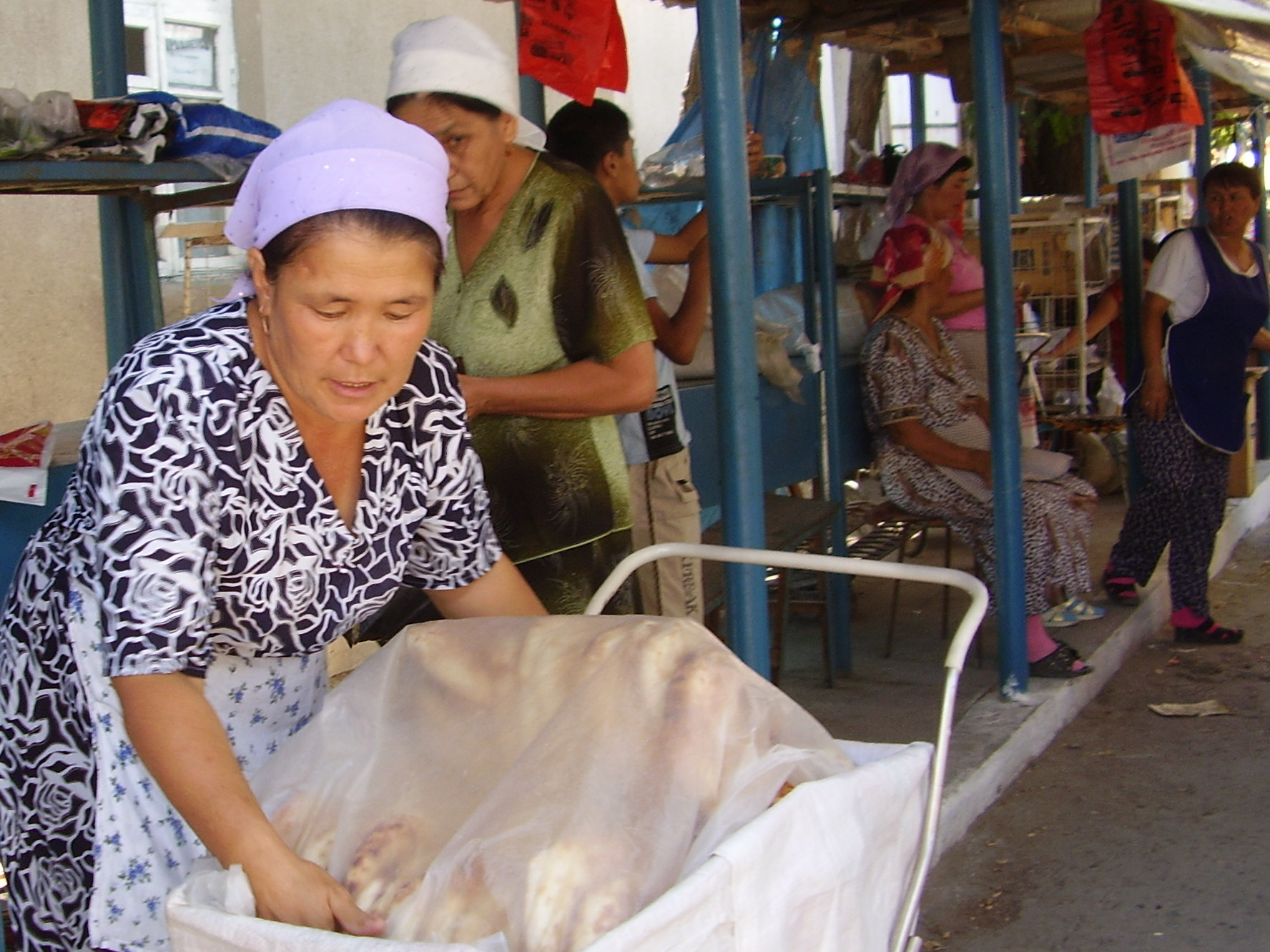
Орамал

В Средней Азии до распада Советского Союза и появления иностранных миссионеров из исламских стран мусульманки Средней Азии завязывали наподобие косынки традиционный платок («орамал»). И сегодня, несмотря на активную каноническую и кораническую проповедь молодыми и старыми муллами, закончившими иностранные и местные медресе, шариатской формы одежды (хиджаба), многие пожилые женщины продолжают завязывать платок в форме косынки.